# Выборгская школа искусств

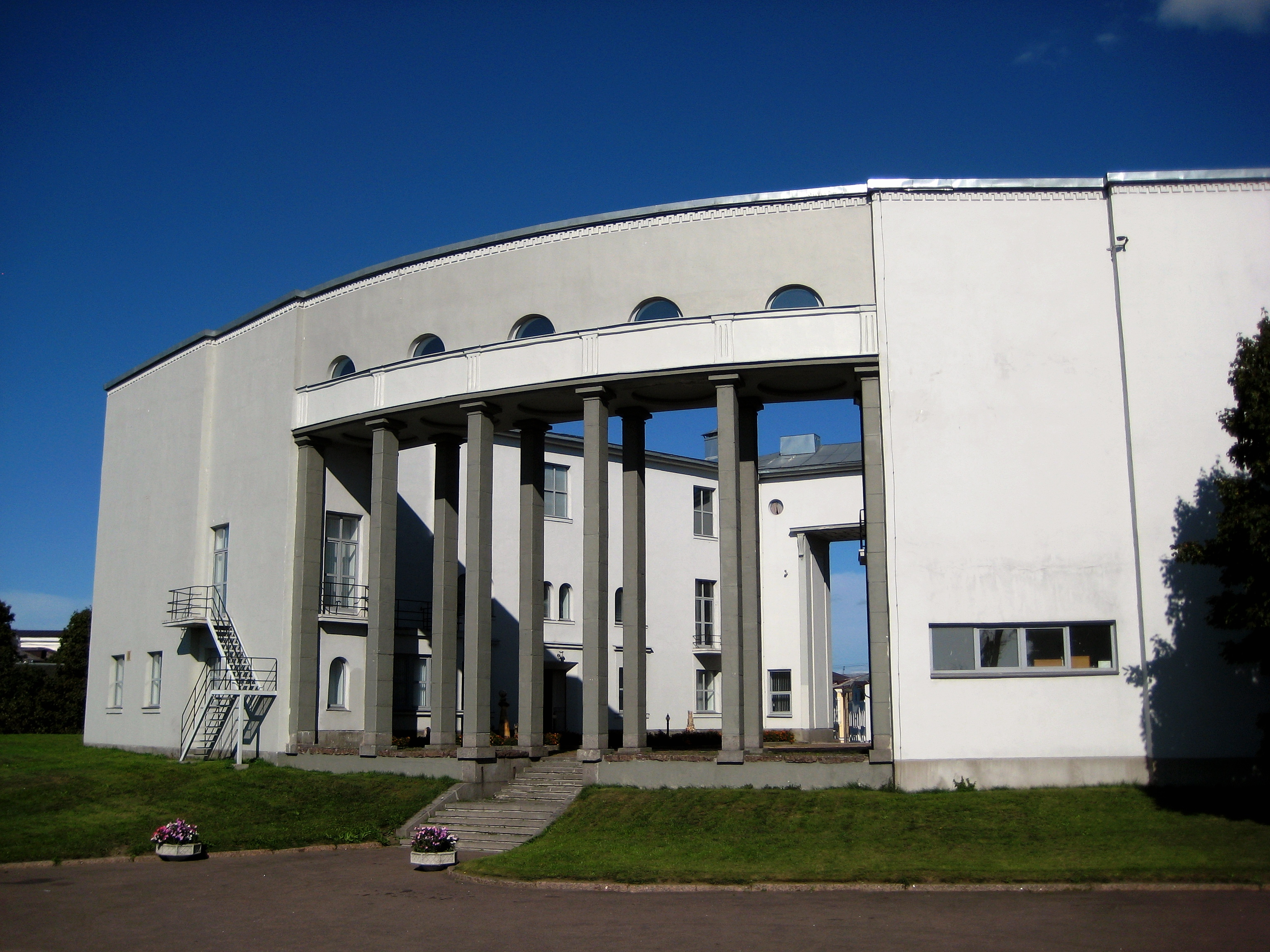
Историческое здание музея и школы искусств

Выборгская школа искусств — художественная школа в Выборге.

## История
Основанное в 1890 году общество «Выборгские друзья искусства» организовало в 1891 году Выборгскую художественную школу (фин. Viipurin taiteenystävien piirustuskoulu,  Viipurin piirustuskoulu, Viipurin taidekoulu), для которой арендовали различные помещения, в том числе в торговом доме Финляндского объединённого банка. Среди преподавателей школы были: Арвид Лильелунд, Рюрик Линдквист, Ялмари Ланкинен.
В 1930 году по проекту архитектора Уно Ульберга было построено здание Музея изящных искусств и Художественной школы на бастионе Панцерлакс. На церемонии открытия присутствовал президент республики Лаури Кристиан Реландер.
Выборгская школа была одной из трёх школ искусств, работавших в довоенной Финляндии, наряду со школами Хельсинки и Турку.
В школе учились Хуго Симберг, Аукусти Тухка, Аймо Тукиайнен, Вяйнё Куннас, Олли Миеттинен и Онни Манснерус. Хуго Симберг позднее получил здесь должность преподавателя живописи. Школа была закрыта с началом Советско-финской войны (1939—1940).

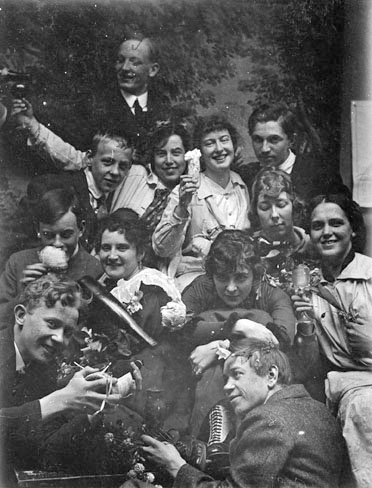
Учащиеся (фото около 1915 года)
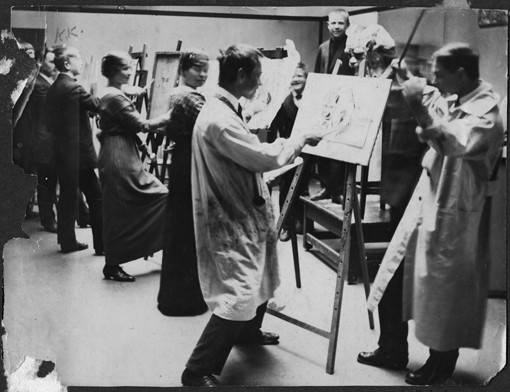
На занятиях (фото около 1915 года)
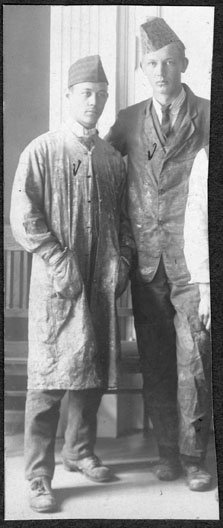
Вяйно Куннас и Олли Миеттинен (1914 год)
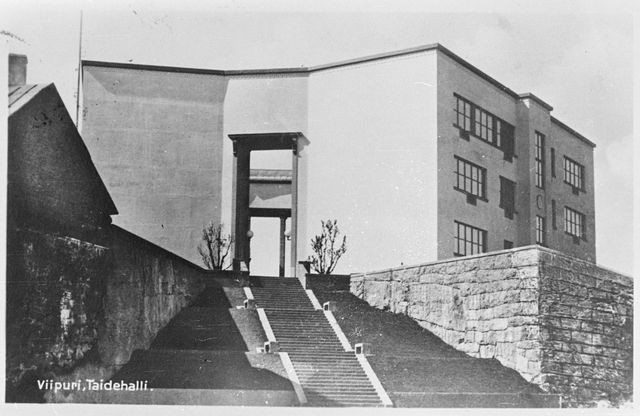
Вход в музей и школу искусств (1930-е годы)
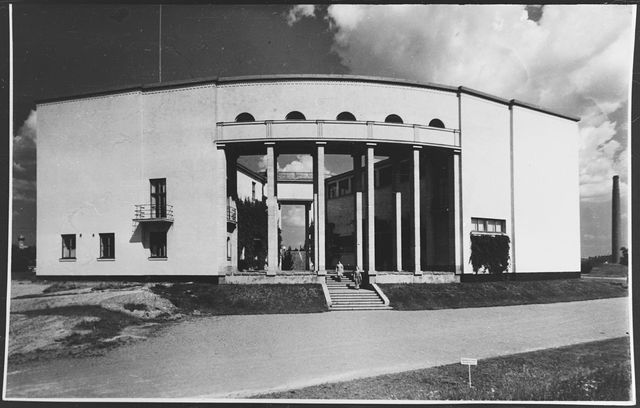
Колоннада музея и школы искусств (1930-е годы)

## Выборгская изостудия
В 50-х — начале 60-х гг. XX в. Выборг был маленьким, «закрытым» городом. Об этом свидетельствует Валерий Солодских, ученик Соколова: «Мы будто жили под толстостенным стеклянным колпаком. Изостудия Н. С. Соколова на этом фоне была оазисом посреди провинциальных будней. Там было главное — культ искусства, дух кропотливого труда во имя её Величества Красоты». Имя Н. С. Соколова (1909—1983) хорошо известно старшему поколению выборжан, поскольку связано с возрождением духовной жизни послевоенного Выборга. Николай Семёнович — основатель и первый руководитель Выборгской студии рисования и живописи, которую в 60-е гг. признавали лучшей в Ленинградской области. Большинство учеников Соколова стали профессиональными художниками. «По всему Союзу можно встретить бывших учеников Выборгской изостудии», — писал М. Юрьев в статье «Здравствуй, изостудия!» от 8 сентября 1962 г.

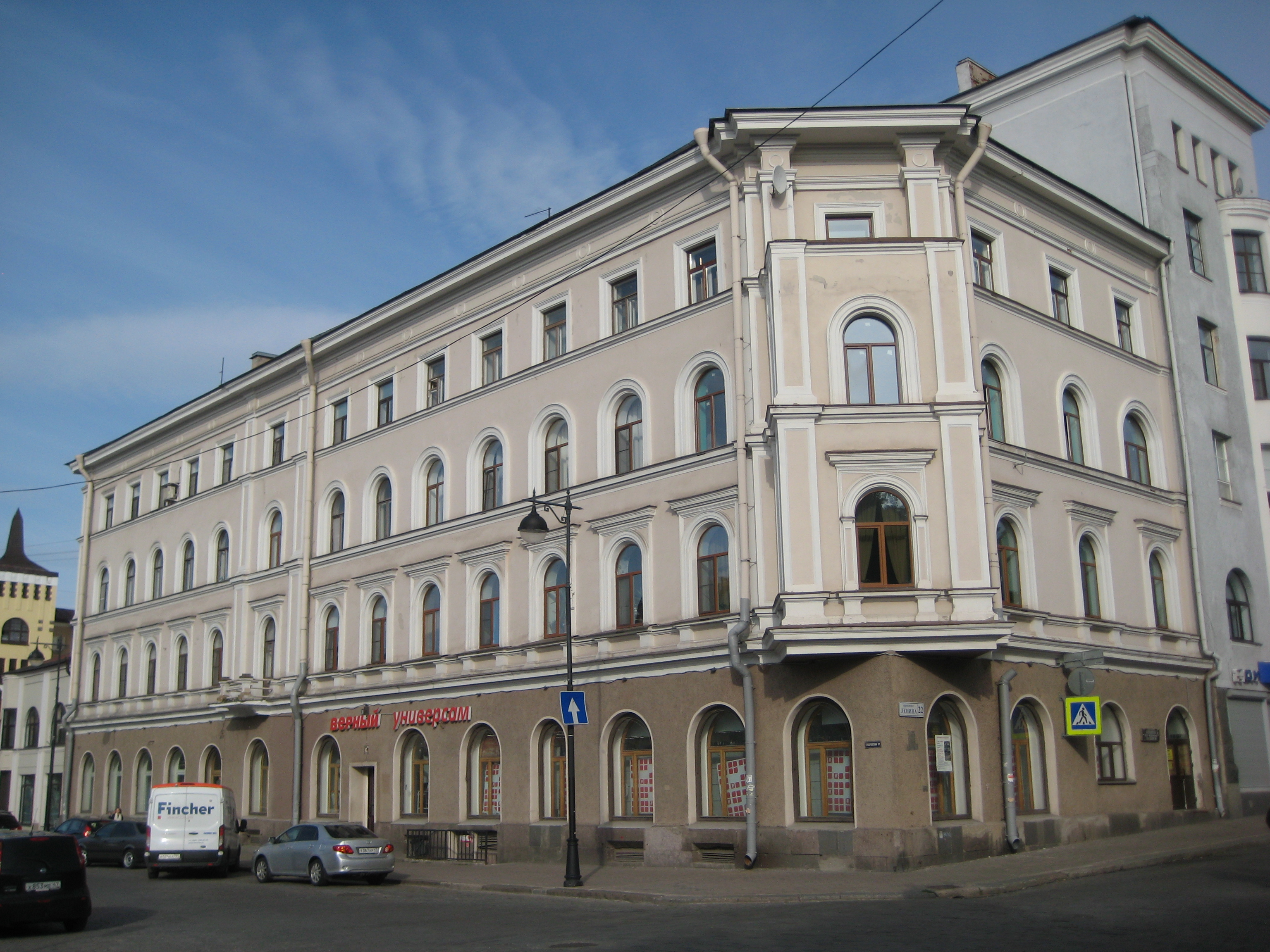
Аптечный дом, в котором располагалась изостудия

Николай Семенович Соколов родился в 1909 г. в д. Большая Вишера, Новгородской области. Участник Великой Отечественной войны, воевал на Ленинградском фронте, был контужен. Ремеслом художника начал интересоваться с 10 лет, брал уроки живописи у художника Кузнецова — ученика Левитана. Профессионального художественного образования ему получить не удалось, остался самоучкой, но достиг при этом высокого уровня мастерства.
Петр Дмитриевич Киселев, ученик Соколова, журналист, художник писал: «Николай Семенович был оригинальным человеком. По-своему начал он первый урок: „Помните, что вы художники, а значит, никому не нужны!“. Он учил любить искусство, ненавидеть ханжество, неискренность, хамство. Его всегда потрясало, когда он видел надругательство над произведением искусства. Говоря о Соколове, многие сожалели, что у него было мало художественного образования. В том ли дело? Главное, чтобы печать высокой пробы лежала на душе человека. Именно такой она была у нашего Николай Семеновича. Это был истинный подвижник, делавший свое большое дело, не имевший ничего за свой труд».
Соколов предъявлял жёсткие требования к ученикам. «Мне нужны люди, влюблённые в искусство!» — любил повторять он. Учитель опозданий не терпел. У Соколова было правило: три пропуска без уважительной причины — и ученик изгонялся из студии.
Студия Соколова просуществовала до 1966 г. Надежды Николая Семеновича сбылись, его бывшие ученики — талантливые, известные художники. Художественная школа, перенявшая во многом традиции студии Соколова (ныне Школа искусств), и сейчас готовит юных художников. Сегодня ученикам Н. С. Соколова много лет (60 и более), но все они — носители особого эстетического видения мира. 
Среди учеников Н. С. Соколова значатся известные художники: Валерий Шарыгин, Сергей Прушинский, Николай Малыхин, Владимир Юферов, Михаил Федоров, Геннадий Матюхин, Владимир Шпигов, Альберт Бакун, Василий Червяков, Геннадий Кузнецов, Валерий Солодских, Вячеслав Солодских, Владимир Барбиняга, Владимир Никитин, Борис Куничкин, Геннадий Шилов, Борис Шилов, Ольга Савченко, Владимир Быков, Татьяна Дмитриева (Архангельская), Виктор Дмитриев, Николай Сажин, Юрий Свиридов, Юрий Смородин, Николай Березовский. Многие, получив образование, вернулись в Выборг. Почти все местные художники «с именем» в то или иное время учились у Соколова. В 60-е годы Выборгскую студию рисования и живописи признавали лучшей в Ленинградской области. С 1959 года она размещалась на первом этаже «Аптечного дома».

## Детская художественная школа, Школа искусств

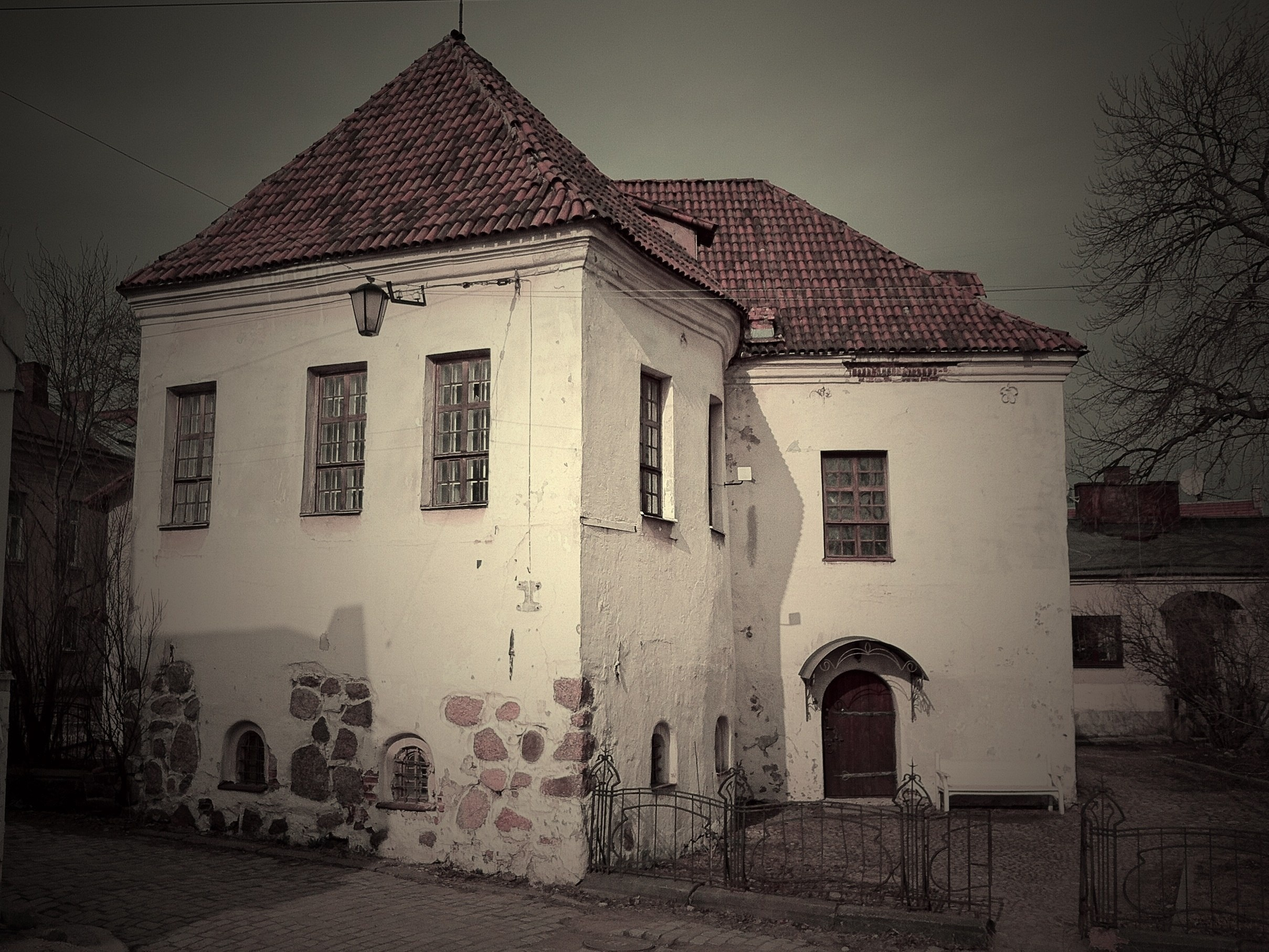
Рыцарский дом

С 1969 года Выборгская изостудия Николая Семеновича Соколова стала государственной Детской художественной школой. В разные годы в «художке» преподавали Елена Максимова, Ксения Дашкова, Тувий Лейтман и другие. У Людмилы Старковой получил своё начальное образование известный художник Анатолий Набатов. Осенью 1975 года художественная школа заняла старинное здание Рыцарского дома. А с 2004 года она под историческим названием размещается в здании Музея изящных искусств и школы искусств. Многолетним директором Выборгской школы искусств является Леонид Иванович Бондарик.